# Конвенція про хімічну зброю
Конвенція про хімічну зброю, повна назва Конвенція про заборону розробки, виробництва, накопичення, застосування хімічної зброї та про її знищення (англ. Convention on the Prohibition of the Development, Production, Stockpiling and Use of Chemical Weapons and on their Destruction) — міжнародний договір в рамках ООН в галузі контролю озброєнь, що має на меті повну заборону виробництва і використання хімічної зброї з огляду на її шкідливість для довкілля і здоров'я людини, а також визначає зобов'язання держав-учасниць у цій сфері.
Цю конвенцію, підписану від імені України 13 січня 1993 року в м. Парижі, в Україні ратифіковано Законом N 187-XIV від 16 жовтня 1998./ До серпня 2010 року 188 держав є учасниками цієї конвенції і ще 2 країни підписали, але поки не ратифікували її.
Контроль за дотриманням статей Конвенції здійснюється Організацією із заборони хімічної зброї, що виступає як міжнародний правовий майданчик для уточнення положень Конвенції (Конференція країн-учасниць уповноважена вносити зміни до КХЗ, а також приймати підзаконні акти про виконання вимог Конвенції, тощо.). Крім того, організація проводить інспекції військово-промислових об'єктів з метою забезпечити виконання вимог КХЗ країнами-учасницями.

## Історія
До Конвенції мали місце кілька спроб обмежити використання отруйних хімікатів у бойових діях, зокрема: Санк-Петербурзька декларація 1868 року, декларація Брюссельської конференції 1874 року, Гаазькі конвенції та декларації 1899 та 1907 років.
Однак, на той час хімічна зброя була радше предметом наукової фантастики, а не реальною складовою арсеналів держав на полі бою. За духом, ухвалені конвенції переслідували шляхетну мету: заборонити появу нових, і можливо жахливіших озброєнь. Однак, прогалини в формулюваннях, відсутність механізмів верифікації й контролю створили широкий простір до розбіжностей у формулюваннях й не змогли припинити появу та застосування хімічної зброї в ході Першої світової війни.
17 червня 1925 року була зроблена наступна спроба, коли був підписаний Женевський протокол.
Міжнародне обговорення питання про заборону хімічної та біологічної зброї отримало новий розвиток в 1968 році. Його проводив Комітет з роззброєння, що складався з 18 держав, який після численних змін назви та складу був перетворений в 1984 в Конференцію з роззброєння.
3 вересня 1992 Конференція надала Генеральній Асамблеї ООН свій щорічний звіт, який містив текст Конвенції про заборону хімічної зброї. Генеральна Асамблея прийняла Конвенцію 30 листопада 1992. 13 січня 1993 в Парижі Генеральний секретар ООН відкрив її для підписання. Конвенція набула чинності 29 квітня 1997 через 180 днів після того, як була ратифікована 65-м її учасником (Угорщина). Конвенція доповнює собою Женевський протокол 1925 року.

Підписали і ратифікували
Приєдналися
Підписали але не ратифікували
Не підписали

## Ключові пункти Конвенції
- Заборона виробництва та застосування хімічної зброї
- Ліквідація (або використання в інших цілях) потужностей з виробництва хімічної зброї
- Знищення всіх запасів хімічної зброї (включаючи запаси, що знаходяться за межами території держави)
- Взаємодопомога між державами та взаємодію з ОЗХЗ у разі застосування хімічної зброї
- Інспекції ОЗХЗ з метою контролю над виробництвом хімікатів, з яких може бути виготовлено хімічну зброю (перелік речовин наведено у додатках Список 1, Список 2, Список 3)
- Міжнародне співробітництво в мирному використанні хімікатів у відповідних областях

### Хімічна зброя
Конвенція визначає хімічну зброю не лише з огляду на конкретні хімікати, а й в залежності від способу та мети їхнього застосування. А саме, «хімічна зброя» означає в сукупності або по-окремо:
- a) токсичні хімікати та їх прекурсори, за винятком тих випадків, коли вони призначені для потреб, які не заборонені Конвенцією, за тої умови, що види та кількість відповідає таким цілям;
- б) боєприпаси та пристрої, спеціально призначені для смертельного ураження або нанесення іншої шкоди за рахунок токсичних властивостей вказаних у підпункті a) токсичних хімікатів, що вивільняються внаслідок застосування таких боєприпасів і пристроїв;
- в) будь-яке обладнання, спеціально призначене для використання безпосередньо у зв'язку із застосуванням боєприпасів і пристроїв, вказаних у підпункті б).

Наприклад, димові боєприпаси з вмістом білого фосфору призначені для створення димових завіс на відкритій місцевості, але при використанні в приміщенні можуть вважатись хімічною зброєю, оскільки в такому випадку головну роль матиме токсичність продуктів згоряння фосфору, що становлять небезпеку організму людини.

### Засоби боротьби з масовими заворушеннями
До прийняття Конвенції в Світі існували певні розбіжності з приводу поширення норм Женевського протоколу 1925 року на нелетальні отруйні речовини подразнювальної дії. Переважна частина країн дотримувалась думки, що такі отруйні речовини підпадають під дію Протоколу й тому їхнє використання у бойових діях неприпустиме. Натомість Сполучені Штати, а в 1960-ті та 1970-ті роки також й Австралія, Португалія, та Велика Британія навпаки, допускали їхнє застосування.
Конвенція 1993 року поклала край цим розбіжностям. Було запроваджене поняття «засобів боротьби з масовими заворушеннями», які було визначено як «будь-який не включений до списків хімікат, здатний швидко викликати в організмі людини подразнення органів чуття або фізичні розлади, які зникають через короткий відрізок часу після закінчення дії.»
При чому, Конвенція (стаття 1, пункт 5) забороняє «використання хімічних засобів боротьби з заворушеннями як засобу ведення війни» (зокрема, це стосується отруйних речовин подразнювальної дії) так само як і власне самої хімічної зброї та стосується як міжнародних збройних конфліктів так і бойових дій під час громадянської війни.
На відміну від перелічених у «Списках» хімікатів Конвенція конкретні зразки засобів боротьби з масовими заворушеннями не наводить. Однак, згідно статті 3, пункт 1, підпункт е) сторони зобов'язані декларувати наявні в них хімікати для боротьби з заворушеннями, при цьому має бути вказано хімічну назву, структурну формулу та реєстраційний номер за «Кемікл абстрактс сервіс» (КАС), якщо такий присвоєно.
В 2018 році Наукова ради при Організації із заборони хімічної зброї склала список зі 17 речовин, що під сформульоване у Конвенції визначення засобу боротьби з масовими заворушеннями. Зокрема, до цього списку увійшли речовини CN, CS, CR, OC та похідні, PAVA, МПК та інші.
Серед причин заборони є, зокрема, спроба запобігти ескалації в бік потужніших хімічних озброєнь: ризик застосування іншою стороною летальної хімічної зброї у відповідь на застосування нелетальних хімікатів подразнювальної дії, зокрема, через помилкове визначення застосованої речовини (оскільки в умовах бойових дій точне визначення застосованого хімікату може бути ускладнене). Стале використання хімікатів подразнювальної дії може призвести до того, що в лавах противника стане поширеним використання протигазів, що спонукатиме до застосування потужнішої хімічної зброї, проти якої самих лише протигазів недостатньо, а перехід використання нелетальних хімікатів у «норму» може понизити поріг переходу до летальних.
Слід зазначити, однак, що в тексті англійською використане словосполучення «метод ведення війни» — англ. method of warfare для заборони застосування хімікатів типу «засоби боротьби з масовими заворушень». Та це поняття — «метод ведення війни» формально не визначене ані в тексті Конвенції, ані в будь-яких інших міжнародних документах. Тим не менш, існує широкий консенсус, що «методом війни» в даному випадку є застосування хімікатів для досягнення військових цілей, особливо коли їх використовують для посилення ефективності летальних видів озброєнь (не залежно від того, хімічних чи ні). Типовий приклад застосування таких хімікатів — примус противника покинути укриття й опинитись на лінії вогню чи в зоні ураження конвенційних озброєнь є саме таким забороненим «методом війни», як і атака на пункти управління з метою дезорганізації їхньої роботи.
Критики цієї заборони зазначають, натомість, що відсутність в арсеналі сльозогінних боєприпасів може призводити до більшої кількості жертв серед цивільних та більших руйнувань, навіть попри застосування високоточних озброєнь. Також військові вдаватимуться до використання замінників, таких як димові боєприпаси, які (наприклад, як снаряди з білим фосфором) мають побічну подразнювальну та задушливу дію але значно небезпечніші за табельні боєприпаси подразнювальної дії.
Станом на 2022 рік 137 країн задекларували в ОЗХЗ наявність у себе засобів боротьби з масовими заворушеннями, 118 з цих країн задекларували 2-хлоробензальмалононітрил (речовину CS).

## Країни-учасниці
Майже всі країни в світі приєдналися до Конвенції про заборону хімічної зброї, зокрема 190 з 196 держав-членів ООН є учасниками КЗС. З 6 держав, що залишилися, 2 підписали, але ще не ратифікували Конвенцію (М'янма та Ізраїль), 4 держави не підписали Конвенцію (Ангола, Північна Корея, Єгипет та Південний Судан). Останньою країною, що підписала конвенцію станом на кінець вересня 2013 є Сирія (підписала 13 вересня 2013). Офіційне приєднання Сирії до Конвенції відбулося після закінчення 30-денного терміну, 13 жовтня 2013 року.
Станом на березень 2021 року 193 держави стали учасниками Конвенції і прийняли її зобов’язання. Ізраїль підписав, але не ратифікував угоду, тоді як три інші країни-члени ООН (Єгипет, Північна Корея та Південний Судан) не підписали договір і не приєдналися до нього
Країни-учасниці мають у ОЗХЗ своїх постійних представників. Для підготовки інспекцій ОЗХЗ країна-учасниця повинна створити спеціальний орган.

### Росія
Російська Федерація — учасник Конвенції про заборону хімічної зброї з 1997 року. 27 вересня 2017 року Росія повідомила про повну ліквідацію своїх запасів хімічної зброї, та менш ніж за рік, в березні 2018 року російські військові застосували бойову отруйну речовину нервово-паралітичної дії «Новичок» для замаху на життя громадянина Великої Британії.
Попри ратифікацію Конвенції, протягом Другої російсько-чеченської війни були зафіксовані численні випадки використання сльозогінних боєприпасів як засіб ведення війни та як додатковий інструмент тортур у фільтраційних таборах. Також були використані димові боєприпаси на основі білого фосфору як хімічні боєприпаси задушливої дії, оскільки дим від його згоряння високотоксичний і в замкненому просторі має властивості отруйної речовини задушливої дії.
Принаймні один випадок використання сльозогінних боєприпасів під час битви за Грозний в 2000 році був згаданий в Європейському суді з прав людини у справі «Гончарук проти Росії».
Активістами правозахисного центру «Меморіал» було зафіксовано свідчення про застосування невстановленої отруйної речовини нервово-паралітичної дії в липні 2000 року в районі села Старі Атаги.

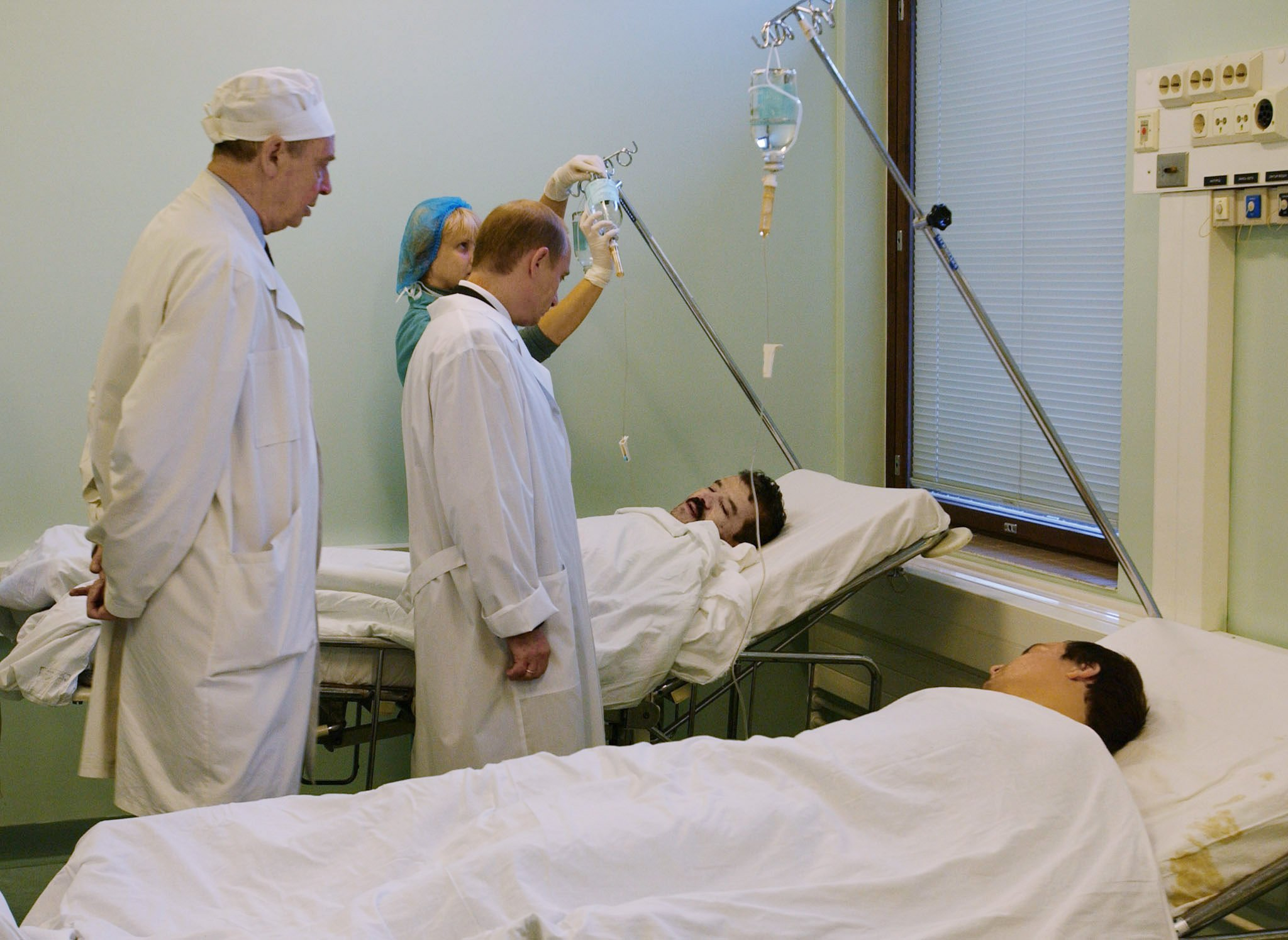
Президент російської федерації Володимир Путін відвідує жертв отруєння в театрі на Дубровці таємною хімічною зброєю, 26 жовтня 2002 року

В жовтні 2002 року сталась трагедія Норд-Осту коли група чеченських бойовиків захопила театр з 900 заручниками в Москві. Російські підрозділи спец призначення, під час операції зі звільнення заручників, застосували отруйну речовину психохімічної дії — інкапаситант на основі фентанілу. Внаслідок важких наслідків отруєння хімікатом російські спецпризначенці вбили 125 заручників, в той час як чеченські бойовики — п'ять. Певна кількість заручників померли через ускладнення, викликані отруєнням, протягом наступних кількох років.
Попри вимоги Конвенції російський уряд попередньо не декларував наявність програми з розробки та виготовлення хімічних озброєнь на основі використаної речовини, рецептура та точна формула залишилась в таємниці й після того, як її існування стало широко відомим внаслідок використання у цій операції. Навіть якщо припустити, що російський уряд вважав дану речовину такою, що підпадає під визначення «засобів боротьби з масовими заворушеннями», її слід було задекларувати згідно умов Конвенції.
Повідомлення про застосування російськими спецпризначенцями схожої отруйної речовини з'явились під час операції зі звільнення двох заручниць 13 жовтня 2005 року в Нальчику. Однак, незалежного підтвердження отримано не було.
На тлі цих повідомлень жодна держава-член ОЗХЗ формально не піднімала питання наявності в Росії програми з розробки та виробництва хімічних озброєнь. Лише в 2012 році була надрукована наукова стаття британських дослідників (на основі дослідження, профінансованого Британським міністерством оборони) як зазначали, що на основі аналізу відкритих публікацій, вони знайшли ознаки зацікавленості російських дослідників у фентанилі, його синтезі, механізмі дії, способах бойового застосування.
Дослідники не змогли дійти єдиної точки зору, і чи насправді даний епізод опинився в «сірій зоні» недостатньо чітких умов Конвенції, та чи використання отруйних речовин було виправданим кроком з огляду на ситуацію.
Під час російсько-української війни спершу епізодично, а під час повномасштабного вторгнення — масово, фіксувались випадки застосування росіянами аерозольних гранат та інших боєприпасів з отруйними речовинами подразнювальної дії в бойових діях. Зокрема, гранати К-51 (речовина CS) були використані під час боїв за термінали Донецького аеропорту в 2015 році.
9 грудня 2022 року під час засідання Постійної ради ОБСЄ у Відні Європейський Союз засудив застосування гранат із сльозогінним газом російськими військовими.
Станом на кінець березня 2024 року Силами Оборони України було зафіксовано 1412 випадки використання росією хімічних бєприпасів з лютого 2023 року.
4 квітня 2024 року в річній доповіді Державного департаменту США про стан дотримання умов Конвенції про заборону хімічної зброї у світі Росія була визнана порушником Конвенції через низку причини, зокрема — існування незадекларованої програми з дослідження та виробництва хімічної зброї (що стало очевидним після отруєнь Скрипалів та Навального), сприяння сирійським військовим у здійсненні хімічної атаки на Думу, та через явне використання «засобів боротьби з масовими заворушеннями» як «методу ведення війни» проти України.
Організація із заборони хімічної зброї за запитом України провела дослідження і підтвердила наявність токсичної хімічної речовини на лінії фронту. Речовину, відому як CS, яку застосовують для боротьби із заворушеннями, виявили в інциденті на лінії фронту в Дніпропетровській області 20 вересня 2024 року.